# Chorros del Varal
Los Chorros del Varal es un área natural protegida ubicada en el municipio de Los Reyes, en el Estado de Michoacán, México. 

## Descripción
Los Chorros del Varal es un conjunto de caídas de agua provenientes de un río subterráneo, de aproximadamente 70 metros de altura, sobre el cauce del Río Apupátaro y forma parte de la cuenca del río Balsas.
La zona se encuentra aproximadamente entre las coordenadas 19º30'45" y 19º30'55" de latitud N y 102º30'20" y 102º30'30" de longitud W, unos 15 km al suroeste de la ciudad de Los Reyes de Salgado a una altitud de entre 820 y 1000 m s. n. m.

«Varal» es el nombre popular local de un grupo de gramíneas arbustivas que incluye el otatillo (Otatea acuminata), entre otras.
La protección del área se estableció el 8 de enero de 2004, mediante decreto emitido por el gobierno del estado, con el objetivo de preservar la calidad del agua de las vertientes de la contaminación asociada a la actividad humana, especialmente derivada del uso de fertilizantes y la biodiversidad de la zona en su conjunto. Además, el decreto establece limitaciones de uso de la tierra a fin de no afectar la belleza del entorno. El área protegida conforma una poligonal de una superficie aproximada de 72.77 ha.

## Flora y fauna
La flora más representativa corresponde a las estructuras de bosque tropical caducifolio y bosque tropical subcaducifolio, con elementos de bosque mesófilo e importante presencia de gramíneas arbustivas. 
En el área se han identificado 603 especies de 402 géneros correspondientes a 109 familias botánicas, entre ellas 14 que se consideran raras y endémicas.
La fauna incluye guacamayas verdes, nutrias, venados cola blanca, entre otras especies.